# Dunjacka

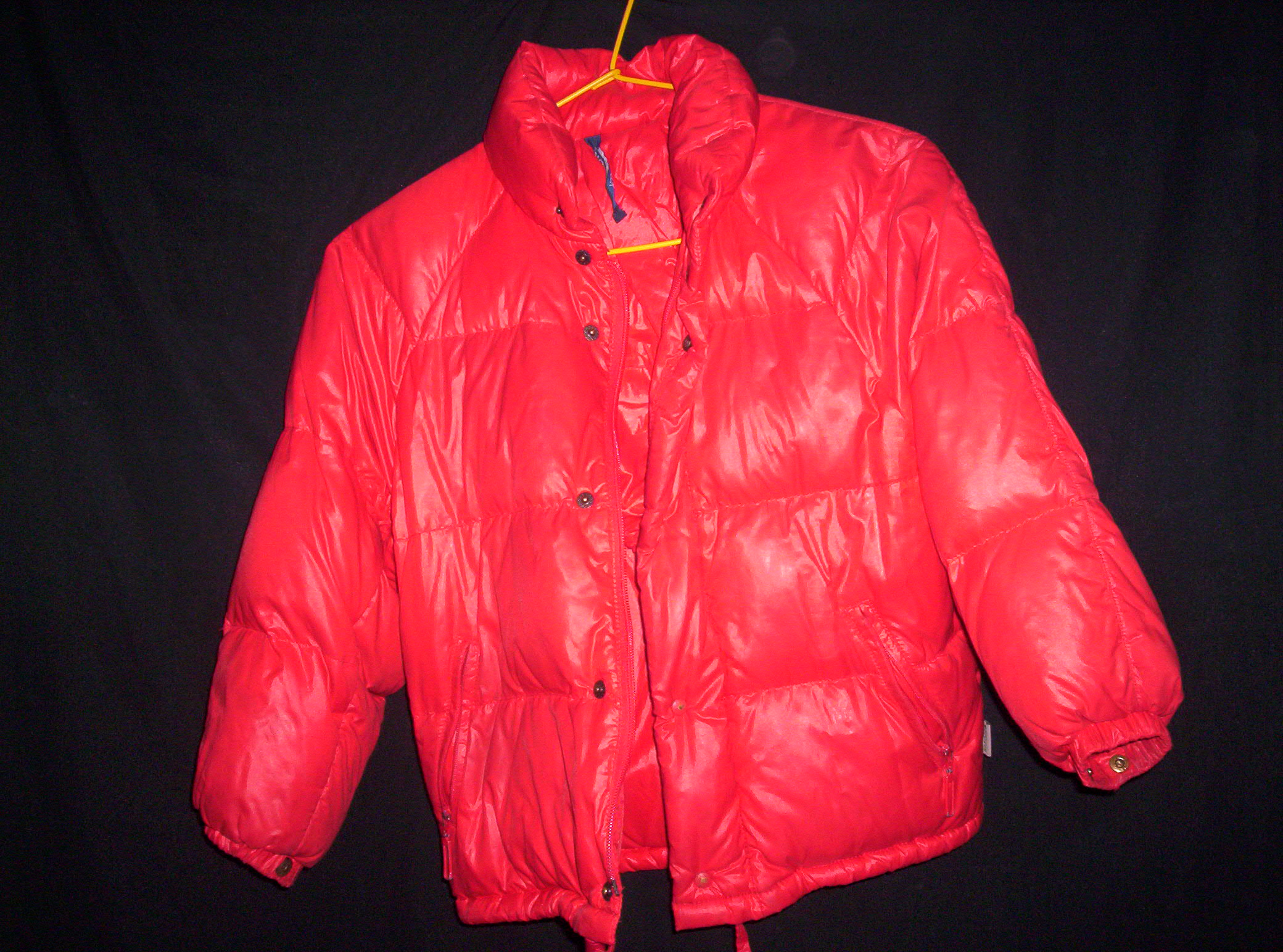
Dunjacka.

Dunjacka är en jacka fodrad med dun, ofta från gås eller and. Dunjackans yttertyg kan vara gjort av textil eller nylon. Yttertyget är ofta impregnerat för att bättre motstå väta. Dunets goda värmeisolering gör att dunjackor är populära i kallt klimat. I extremt kallt klimat (exempelvis vid polarexpeditioner och bergsbestigning) är det i det närmaste nödvändigt att klä sig i dunjacka och ofta då kombinerat med dunbyxor alternativt en hel dunoverall.